# Mark Coggins
Pour les articles homonymes, voir Coggins.
Mark Coggins, né en 1957 au Nouveau-Mexique,  est un écrivain américain, auteur de roman policier.

## Biographie
Mark Coggins fait des études à l'université Stanford, où il obtient  un diplôme de premier cycle en relations internationales et un master en informatique.
En 1999, il publie son premier roman, The Immortal Game, premier volume d'une série consacrée à August Riordan, bassiste de jazz et enquêteur privé à San Francisco, et à son ami et assistant, Chris Duckworth, un travesti. Ce roman traite du vol de logiciels de jeu d'échecs similaire à celui de Deep Blue. Ce roman est en lice pour le prix Barry et le prix Shamus 2000 du meilleur premier roman.
Avec The Big Wake-Up, publié en 2009, Mark Coggins remporte la médaille d'or des Independent Publisher Book Awards (en) 2010.

## Œuvre

### Romans

#### SérieAugust Riordan
- The Immortal Game (1999)
- Vulture Capital (2002)
- Candy from Strangers (2006)
- Runoff (2007)
- The Big Wake-Up (2009)
- No Hard Feelings (2016)
- The Dead Beat Scrolls (2019)
- Geisha Confidential (2024)

### Autre ouvrage
- Prom Night and Other Man-Made Disasters (2012)

## Prix et distinctions

### Prix
- Independent Publisher Book Awards (en) 2010 pour The Big Wake-Up[1]

### Nominations
- Prix Barry 2000 du meilleur premier roman pour The Immortal Game[2]
- Prix Shamus 2000 du meilleur premier roman pour The Immortal Game[3]
- Prix Shamus 2025 du meilleur livre de poche original pour Geisha Confidential[3]